# SN 2009kb
SN 2009kb – supernowa odkryta 12 maja 2009 roku w galaktyce A161208+5507. W momencie odkrycia miała maksymalną jasność 21,20m.